# Toutunhe
Toutunhe (léase Tóutun-Jó; en chino, 头屯河区; pinyin, Tóutúnhé qū; en uigur: تۇدۇڭخابا رايونى, romanizado: Tudungxaba rayoni) es un distrito urbano bajo la administración directa de la Prefectura Urumqi en la Región autónoma de Sinkiang, República Popular China. Su área es de 273 km² y su población total para 2029 superó los 400 mil habitantes.

## Administración
Desde octubre de 2021, el distrito de Toutunhe se divide en 14 pueblos que se administran en subdistritos.

## Historia
Después de la liberación pacífica de Xinjiang en 1949, las tropas construyeron la planta de hierro y acero de Xinjiang a orillas del río Toutun (头屯河), la gente se asentó en más cantidad y en julio de 1956 se estableció el Poblado Toutunhe (屯河镇), para 1961 fue promovido a distrito.